# グルタミン酸トランスポーター
グルタミン酸トランスポーター（グルタミンさんトランスポーター、英: glutamate transporter）は、膜を越えたグルタミン酸の輸送を担う神経伝達物質輸送体ファミリーである。グルタミン酸は、主要な興奮性神経伝達物質である。グルタミン酸トランスポーターファミリーは、興奮性アミノ酸トランスポーター (excitatory amino acid transporter, EAAT) ファミリーと小胞型グルタミン酸トランスポーター (vesicular glutamate transporter, VGLUT) ファミリーの2つの主要なサブクラスから構成される。脳では、EAATはグリア細胞と神経細胞へのグルタミン酸の再取り込みによって、シナプス間隙やシナプス外部位からグルタミン酸を除去する。一方、VGLUTは細胞質からシナプス小胞へのグルタミン酸の移動を担う。グルタミン酸トランスポーターはアスパラギン酸も輸送し、心臓、肝臓、精巣、骨を含む、事実上すべての末梢組織に存在している。グルタミン酸に関してはL-グルタミン酸に対する立体選択性を示すが、アスパラギン酸に関してはL-アスパラギン酸もD-アスパラギン酸も輸送が行われる。
EAATは二次性能動輸送を行う膜輸送体で、表面的にはイオンチャネルと類似している。これらの輸送体は、グルタミン酸を他のイオンとともに細胞膜を越えて輸送することで、細胞外空間のグルタミン酸濃度を調節する重要な役割を果たしている。活動電位によってグルタミン酸が放出された後、グルタミン酸トランスポーターは迅速に細胞外空間からグルタミン酸を除去して濃度を低下させ、神経伝達を終結させる。
グルタミン酸トランスポーターの活性が存在しない場合、グルタミン酸が蓄積して興奮毒性と呼ばれる過程で細胞死が起こる。過剰量のグルタミン酸は神経細胞に対する毒素として作用し、多数の生化学的カスケードを引き起こす。グルタミン酸トランスポーターの活性は、グルタミン酸をリサイクルして繰り返し放出することも可能にする。

## 分類
| タンパク質 | 遺伝子  | 組織分布                                                              |
| ---------- | ------- | --------------------------------------------------------------------- |
| EAAT1      | SLC1A3  | アストロサイト                                                        |
| EAAT2      | SLC1A2  | 主にアストロサイト、中枢神経系のグルタミン酸再取り込みの90%以上を担う |
| EAAT3      | SLC1A1  | 神経細胞 – 樹状突起と軸索終末に位置する                               |
| EAAT4      | SLC1A6  | 神経細胞                                                              |
| EAAT5      | SLC1A7  | 網膜                                                                  |
| VGLUT1     | SLC17A7 | 神経細胞                                                              |
| VGLUT2     | SLC17A6 | 神経細胞                                                              |
| VGLUT3     | SLC17A8 | 神経細胞                                                              |

グルタミン酸トランスポーターには、ナトリウムイオンの電気化学勾配に依存するもの (EAAT) と依存しないもの（VGLUTとxCT）の2つのクラスが存在する。システイン-グルタミン酸アンチポーター (xCT) は細胞膜に局在しているが、VGLUTはグルタミン酸含有シナプス小胞の膜に存在する。Na+依存性のEAATは、K+とH+の膜を挟んだ濃度勾配にも依存しており、「ナトリウムカリウム共役型グルタミン酸トランスポーター」としても知られている。Na+依存性トランスポーターは高親和性グルタミン酸トランスポーターと呼ばれることもあるが、グルタミン酸に対する実際の親和性には大きな幅がある。EAATは1分子のグルタミン酸とともに3分子のNa+と1分子のH+を輸送し、1分子のK+を排出するアンチポーターである。EAATは細胞膜を8回貫通する内在性膜貫通タンパク質である。
ミトコンドリアにもグルタミン酸を取り込む機構が存在するが、膜のグルタミン酸トランスポーターを介した機構とは大きく異なる。

### EAAT
ヒトでは（齧歯類でも）、EAAT1からEAAT5と名付けられた5つのサブタイプが同定されている。EAAT1とEAAT2はグリア細胞（アストロサイト、マイクログリア、オリゴデンドロサイト）に存在する。一方、EAAT2は海馬のCA3錐体細胞の軸索終末にも低いレベルで存在している。EAAT2は中枢神経系内でのグルタミン酸の再取り込みの90%以上を担う。EAAT3とEAAT4は神経細胞のみに存在し、軸索終末、細胞体、樹状突起で発現している。EAAT5は網膜のみに存在し、そこでは主に光受容細胞と双極細胞に局在している。
グルタミン酸がEAATによってグリア細胞に取り込まれると、グルタミンに変換され、その後シナプス前神経細胞へ送り返される。そして、グルタミン酸へ再変換され、VGLUTの作用によってシナプス小胞に取り込まれる。この過程は、グルタミン酸-グルタミンサイクルと名付けられている。

### VGLUT
VGLUT1からVGLUT3の3つのタイプの小胞グルタミン酸トランスポーターと、新規グルタミン酸/アスパラギン酸トランスポーターであるシアリンが知られている。これらのトランスポーターはシナプス小胞がシナプスへ神経伝達物質を放出できるように詰め込む。VGLUTは分泌系に存在するプロトン勾配に依存している。VGLUTのグルタミン酸に対する親和性はEAATの100分の1から1000分の1である。EAATとは異なり、VGLUTはアスパラギン酸を輸送しないようである。
VGLUT3はグルタミン酸以外の神経伝達物質を用いる神経細胞で発現している。具体例は中枢の5-HT神経細胞である。この非典型的なトランスポーターの機能は未知であるが、聴覚系ではVGLUT1やVGLUT2と同様に速い興奮性のグルタミン作動性シナプス伝達に関与していることが示されている。

## 病理
グルタミン酸トランスポーターの過剰な活性によってシナプスのグルタミン酸が不十分となり、この過程は統合失調症や他の精神障害に関係している可能性がある。
虚血や外傷性脳損傷などの際には、グルタミン酸トランスポーターの作用が失われ、グルタミン酸の有害な蓄積につながる可能性がある。実際に、ATPアーゼのポンプの動力となるATPの量が不十分となって電気化学的なイオン勾配が失われると、グルタミン酸トランスポーターの活性は逆転する。グルタミン酸の輸送方向はイオン勾配に依存しているため、グルタミン酸は除去されるのではなく放出されるようになり、グルタミン酸受容体の過剰な活性化による神経毒性が引き起こされる。
Na+依存性トランスポーターEAAT2の欠失は、アルツハイマー病、ハンチントン病、筋萎縮性側索硬化症 / パーキンソン認知症複合 (ALS–parkinsonism dementia complex) などの神経変性疾患との関係が疑われている。また、筋萎縮性側索硬化症における運動神経の変性は、患者の脳や脊髄でのEAAT2の欠失と関連付けられている。
特定の常習性薬物（コカイン、ヘロイン、アルコール、ニコチンなど）に対する依存は、側坐核におけるEAAT2の発現の持続的な低下との相関がみられる。この領域でのEAAT2の発現の低下は薬物探索行動への関与が示唆されている。特に、薬物依存患者でみられる側坐核におけるグルタミン酸神経伝達の長期的な調節異常は、薬物や関連刺激への再曝露後の再発に対する脆弱性を高める。この領域でのEAAT2の発現の正常化を助けるN-アセチルシステインなどの薬剤が、コカイン、ニコチン、アルコールや他の薬物に対する依存の治療の際の補助療法として提案されている。